# Olenecamptus clarus
Olenecamptus clarus är en skalbaggsart som beskrevs av Francis Polkinghorne Pascoe 1859. Olenecamptus clarus ingår i släktet Olenecamptus och familjen långhorningar. Inga underarter finns listade i Catalogue of Life.